# Type 90 (carro armato)
Il Type 90 (90式戦車, Kyūmaru shiki sensha) è un carro armato da combattimento di terza generazione prodotto dall'azienda giapponese Mitsubishi Heavy Industries dagli anni ottanta e adottato dalla Rikujō Jieitai, la componente terrestre delle Forze di autodifesa giapponesi.

## Progetto e sviluppo
Il progetto del Type 90 si poneva l'ambizioso obiettivo di rivaleggiare con I migliori MBT del mondo, in termini di prestazioni e potenza di fuoco, e opporsi efficacemente ai carri armati sovietici di nuova generazione. Durante il periodo della Guerra fredda, c'era la convinzione che i mezzi corazzati sovietici potessero arrivare nella pianura del Kantō, alle pendici del Monte Fuji, e ingaggiare un colossale scontro fra carri armati, per poi conquistare la capitale. Anche se improbabile, questo scenario è stato ritenuto plausibile dai giapponesi per molto tempo, condizionando le scelte delle Forze di autodifesa, dotate comunque di un gran numero di carri armati.

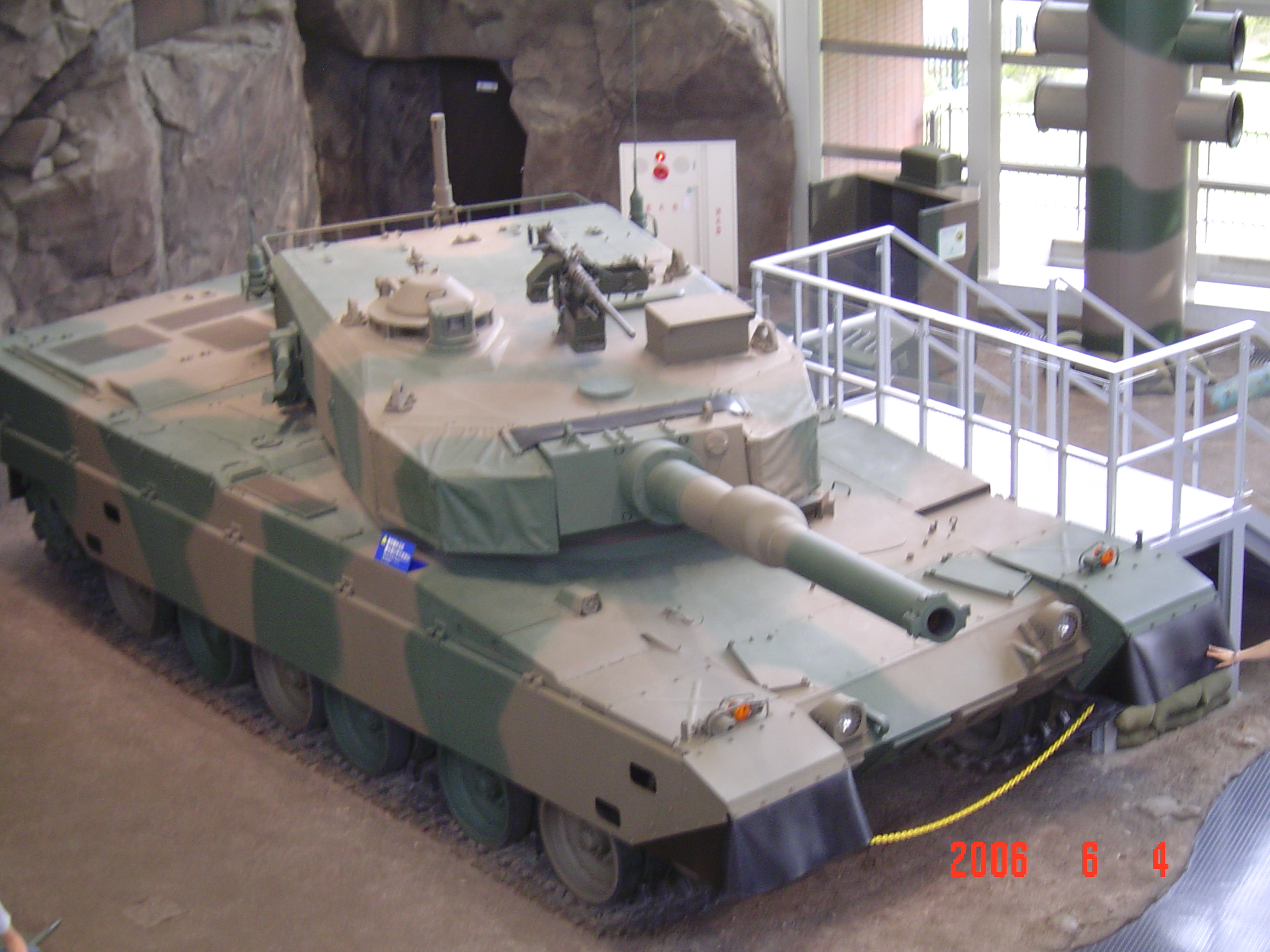
Il prototipo del Type 90 esposto al pubblico.

Lo sviluppo del Type 90 cominciò nel 1977 presso il Technical Research and Development Institute (TRDI) dell'Agenzia della Difesa, nella sede di Sagamihara, inizialmente limitandosi a studi di fattibilità e ricerche. Nel 1979 incominciò effettivamente la progettazione del nuovo carro armato, e nel 1980 furono elencati e formalizzati i requisiti del mezzo corazzato.
Dal 1982 al 1983 la Japan Steel Works e la Daikin Industries produssero i prototipi del cannone e del dispositivo automatico di caricamento. Il Type 90 fu infatti il primo carro armato occidentale dotato di dispositivo di caricamento automatico. Dal 1983 al 1985 la Mitsubishi Heavy Industries realizzò il veicolo e l'impianto motore. Così fu possibile completare 6 prototipi, che dal 1983 al 1986 vennero sottoposti a test e prove circa la manovrabilità, la potenza di fuoco, e le capacità di protezione. Test  più intensi furono svolti dal settembre 1987 al dicembre 1988, e poi furono condotte le prove pratiche che nel 1989 furono affidate alla JGSDF con valutazioni in condizioni operative estreme.
Fu redatto quindi un rapporto dei risultati, il 15 dicembre 1989, nel quale si considerava idoneo il nuovo carro armato, e il 6 agosto 1990 fu dichiarato ufficialmente in servizio. Nello stesso anno iniziò l'approvvigionamento di 30 carri armati Type 90.

## Caratteristiche tecniche
Il Type 90 è lungo 9,8 metri includendo anche il cannone, 7,55 metri considerando solo il veicolo, ha una larghezza di 3,4 metri comprendendo anche le minigonne laterali, e un'altezza di 2,3 metri. Il guidatore è posizionato nel lato anteriore sinistro del carro armato, mentre i restanti due membri dell'equipaggio, il cannoniere e il comandante, sono ospitati nella torretta.
Il sistema delle sospensioni è ibrido, con la prima e seconda ruota anteriore, e la quinta e sesta posteriore, dotate di sospensioni idropneumatiche, mentre la terza e quarta ruota al centro sono fornite di barra di torsione. Ciò permette comunque di alzare e abbassare il carro armato, davanti e dietro, ma non può inclinarsi di lato come il precedente Type 74 e il successivo Type 10.

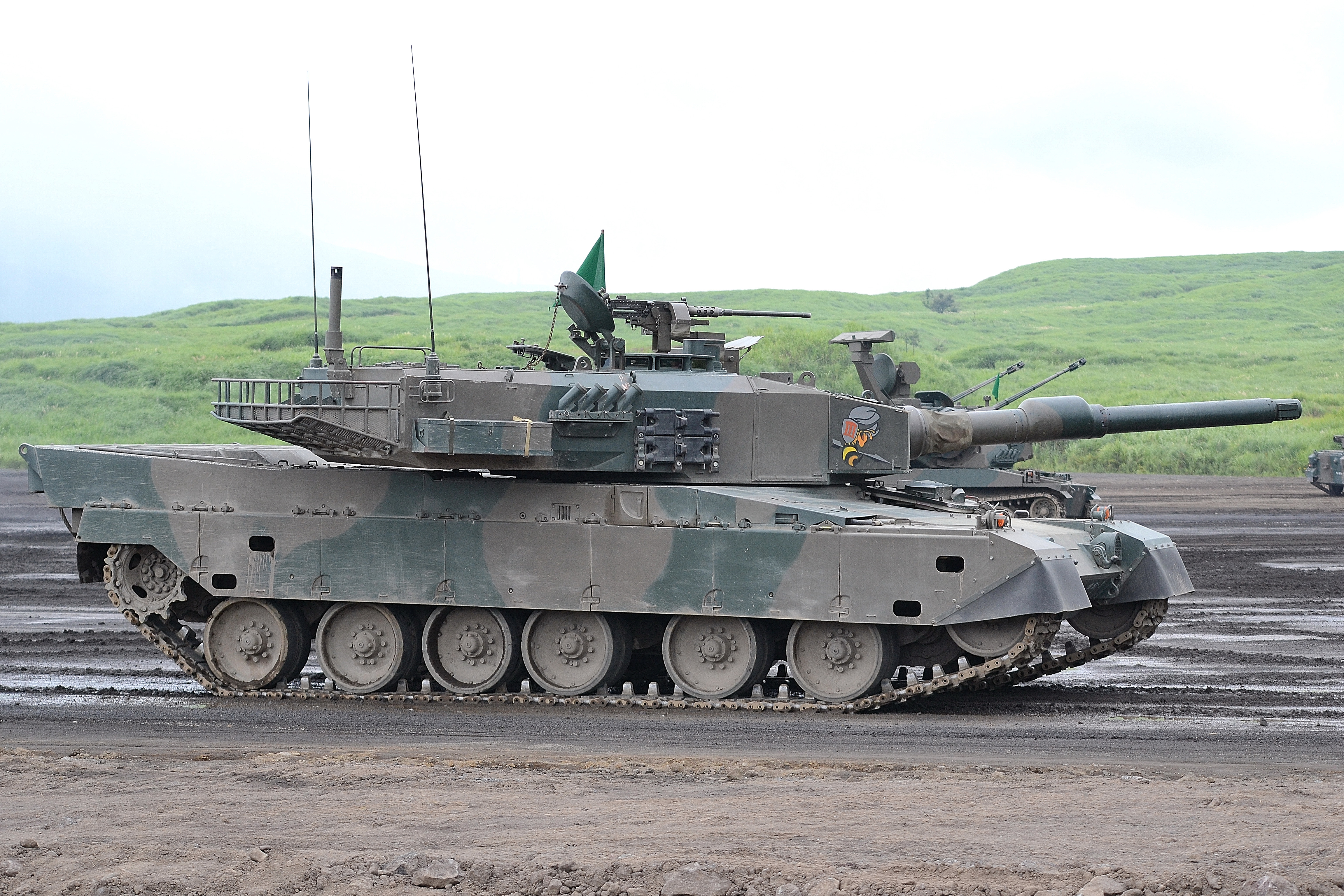
Vista laterale del Type 90.

Il Type 90 è provvisto di un'armatura composita in ceramica, che è più leggera ma altamente protettiva, simile alla Chobham ma più evoluta. Questa armatura dovrebbe essere in parte modulare e sostituibile, ma molte informazioni al riguardo sono riservate e mantenute segrete. La corazza laterale raggiunge uno spessore di 35 mm di acciaio, e dovrebbe garantire buoni livelli di protezione, mentre quella frontale è davvero eccellente, essendo stata provata in test con i colpi di cannone da 120 mm, compresi penetratori a energia cinetica APFSDS.

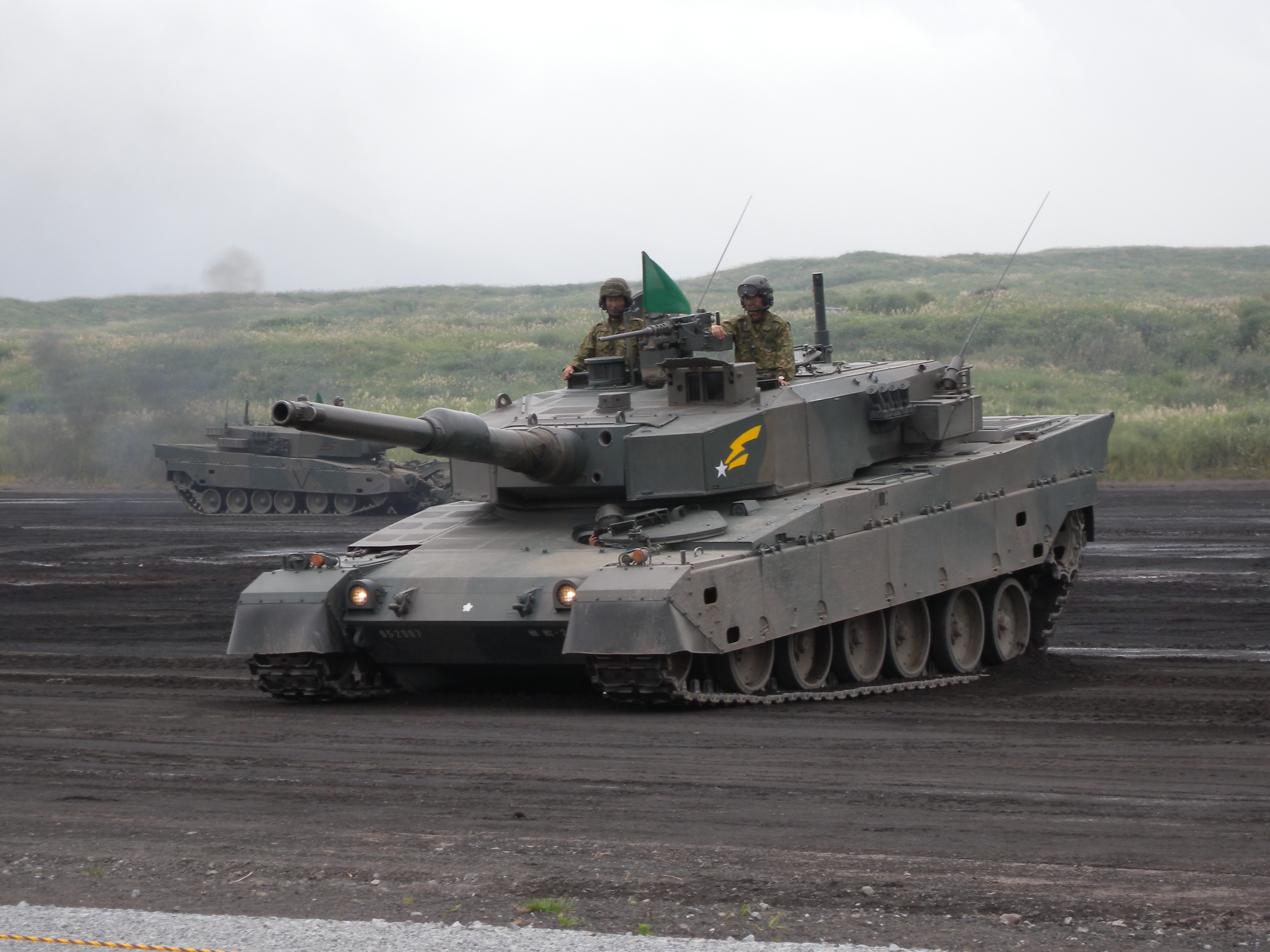
Il Type 90 è in grado di usare le sospensioni idropneumatiche per abbassarsi.

Sicuramente fra le caratteristiche più innovative vi è il potente cannone che utilizza il modello Rheinmetall da 120/44 mm ad anima liscia, prodotto su licenza da Japan Steel Works, ma adattato a un sistema di tiro completamente nuovo. Le munizioni sono i penetratori a energia cinetica APFSDS e le cariche HEAT-MP.
Il cannone è dotato di un dispositivo di stabilizzazione, un meccanismo di caricamento automatico, un apparato ottico di imaging termico passivo, e un computer collegato a vari sensori che è in grado di calcolare esattamente le traiettorie. Anche quando il carro armato è in movimento, può puntare sempre il bersaglio, e mantenere il cannone allineato, potendo sparare sempre e comunque in ogni condizione. Se l'elevazione del cannone non fosse sufficiente, si possono impiegare le sospensioni idropneumatiche per inclinare il carro armato, e supplire a questa carenza. 
Il sistema di controllo del tiro calcola le informazioni inviate dal telemetro laser, dal sensore del vento, dall'inclinometro, e da altre apparecchiature, fornendo le impostazioni per il controller della mira, e garantendo qui di una traiettoria precisa. I test hanno mostrato che il Type 90 può colpire in movimento un bersaglio a 3 chilometri di distanza.

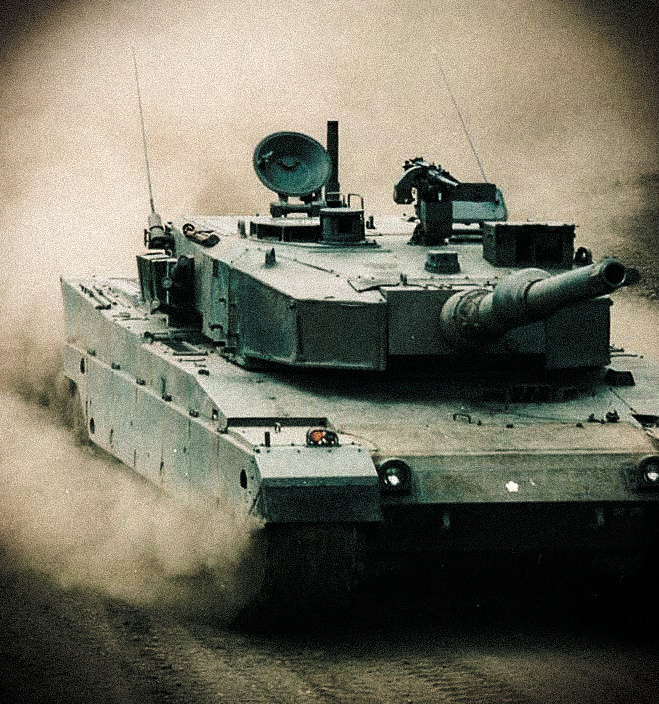
Type 90 in movimento ad alta velocità.

Il motore è un diesel turbocompresso Mitsubishi 10ZG32WT a due tempi del tipo V10 (dieci cilindri a V), raffreddato a liquido, e capace di erogare una potenza di 1.500 CV.
L'apparato motore è collegato a una trasmissione con cambio automatico che è dotato di 4 marce avanti e 2 retromarce. La velocità massima raggiungibile è di 70 km/h, e l'autonomia è di circa 350 km.

## Impiego operativo
Sono stati costruiti un totale complessivo di 341 esemplari di Type 90, e quasi tutti sono stati distribuiti nei reparti al nord sull'isola di Hokkaidō, con l'unica eccezione della Scuola Fuji nella prefettura di Shizuoka, dedicata all'addestramento e alla formazione del personale.
La maggior parte dei Type 90 sono stati quindi assegnati alla 7ª Divisione con sede nella base militare di Higashi Chitose, e poi alla 2ª Divisione presso la base militare di Asahikawa, e in particolare a Kamifurano al 2° Reggimento corazzato, e infine alla 11ª Brigata con sede a Sapporo.

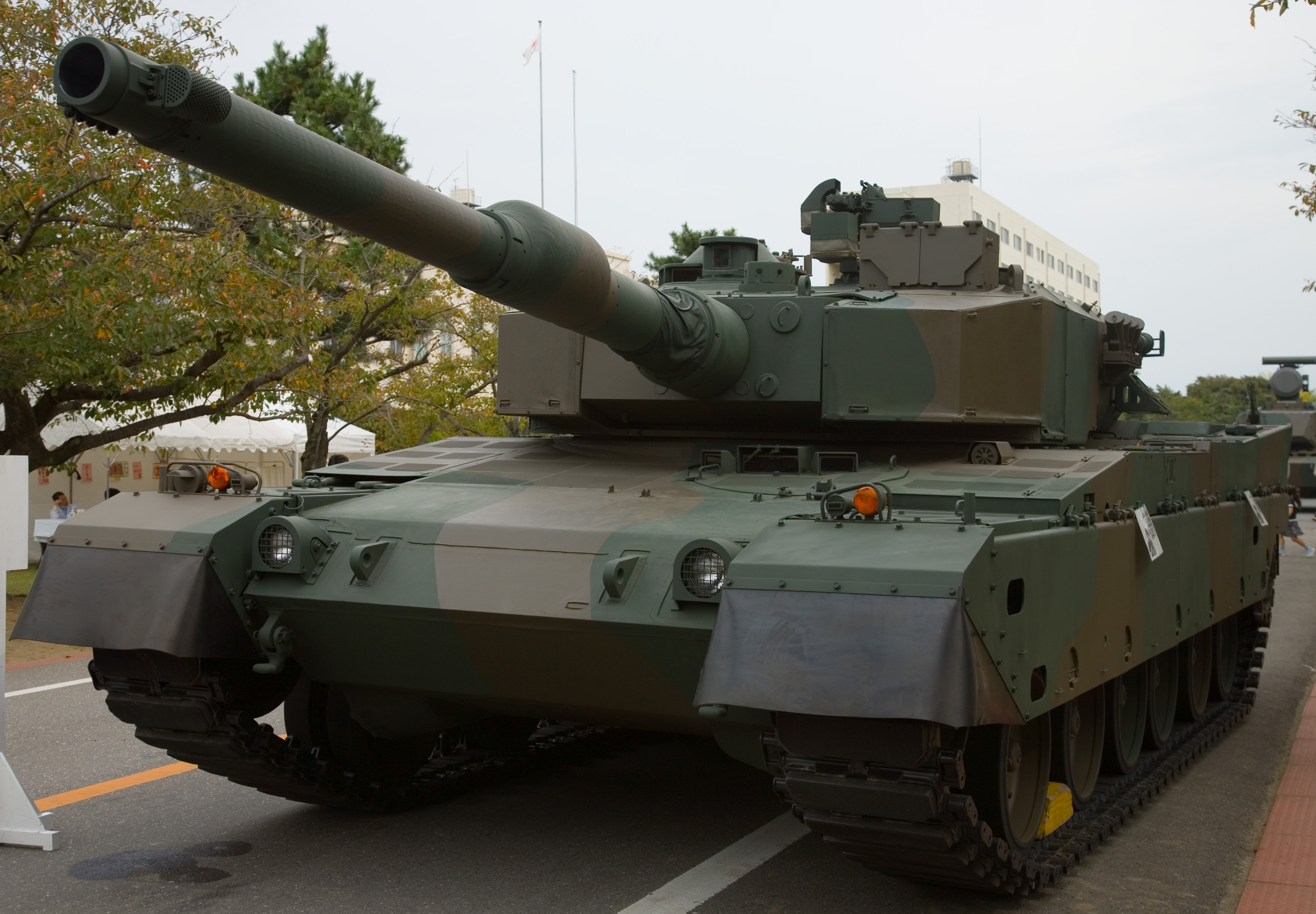
A causa del suo peso il Type 90 ha dei limiti nell'attraversamento dei ponti giapponesi.

La decisione di concentrare tutti i carri armati Type 90 in Hokkaidō non rispondeva soltanto all'esigenza di difendere l'isola settentrionale dalla Russia, ma aveva anche una ragione pratica e logistica. Infatti, a causa del suo peso di circa 50 tonnellate, il Type 90 poteva attraversare soltanto il 65% dei ponti giapponesi, e difficilmente avrebbe potuto spostarsi lungo il paese, mentre il successivo Type 10, alleggerito appositamente, poteva attraversarne l'84%.

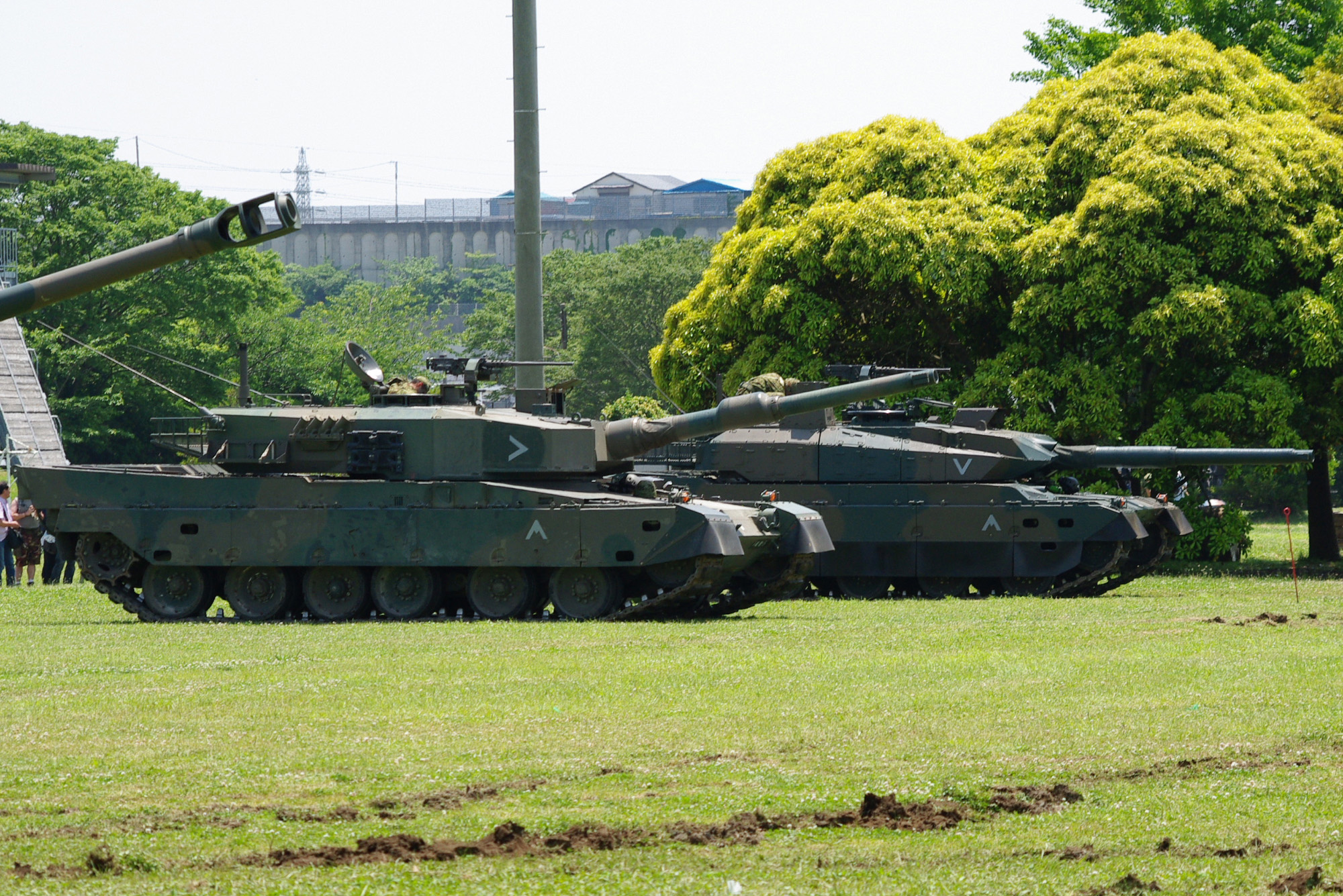
Il carro armato Type 90 davanti al suo successore Type 10.

A partire dal 2017 è cominciata la graduale sostituzione con il più moderno e recente Type 10.